# Зе-ченги
Зе-ченги (в'єт. Giẻ Triêng) — одна з 54 офіційно визнаних національностей В'єтнаму та одна з 49 офіційно визнаних національностей Лаосу.
Фактично складаються із кількох окремих етнічних груп: зе (Gié, же, Jeh, Yae, Yerh), ченг (Triêng, Talieng, Tariang), ве (Ve, Lave), бнонг (Bnoong, Mnoong). Найбільшою з них у В'єтнамі є зе, а в Лаосі — ченг.

## Розселення та чисельність
У В'єтнамі населяють гірські райони на півночі провінції Контум (повіт Дакглей (в'єт. Đắk Glei)) та сусідні повіти повіти Тайзянг (в'єт. Tây Giang) і Фиокшон (в'єт. Phước Sơn) у провінції Куангнам. Живуть також по той бік в'єтнамо-лаоського кордону, в провінціях Аттапи (район Сансай), Секонг (райони Ламам, Калеум, Дакхунг), Сараван та Саваннакхет (район Пхін).
Загальна чисельність зе-ченгів у В'єтнамі за даними перепису населення 2009 року становила 50 962 особи, у тому числі в провінції Контум — 31 644 особи і в провінції Куангнам — 19 007 осіб. У Лаосі за даними перепису населення 2015 року проживало 38 407 представників народу ченг (Trieng). У минулому переписі 2005 року окремо значилися народи ченг (Treang) — 29 134 особи та же (Yerh) — 10 570 осіб.

## Мова
Зе-ченги говорять мовою, що належить до банарської гілки мон-кхмерських мов (австроазійська мовна сім'я). Їх мова є відносно близькою до мов седангів і банарів. Є певні відмінності між діалектами кожної групи.
Існує писемність на основі латинської абетки у В'єтнамі й на основі лаоського письма у Лаосі.
Крім рідної, говорять також в'єтнамською, а у Лаосі — лаоською.

## Господарство

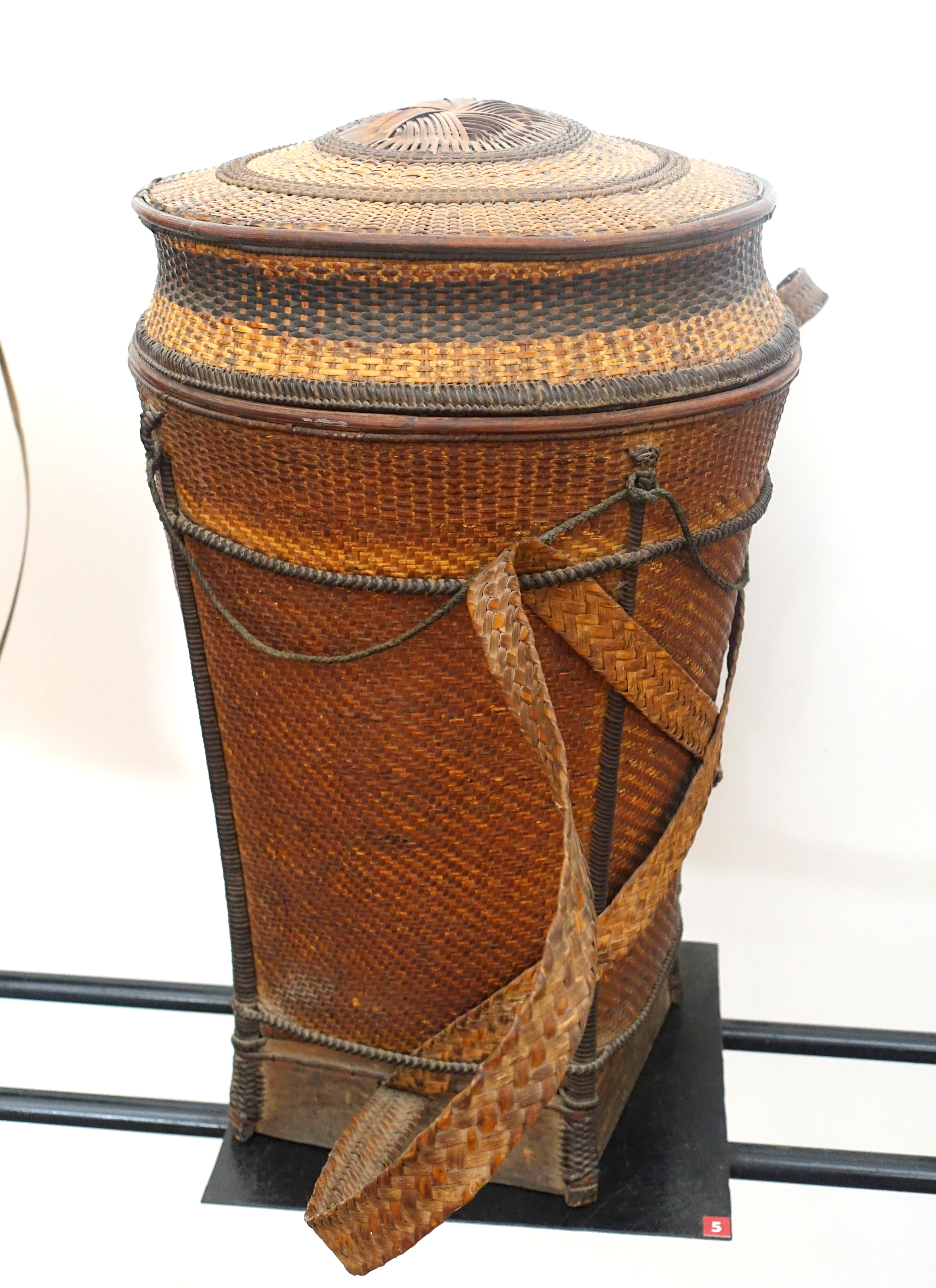
Кошик народності зе-ченг з музею етнології в Ханої.

Основне заняття зе-ченгів — землеробство. Головна сільськогосподарська культура — рис. Поля розташовані терасами на гірських схилах. Використовують підсічну систему землеробства. Основними інструментами є сокира, мачете, якими розчищають ділянку під посіви, палиця-копачка (нею роблять отвори в ґрунті для посадки насіння) і мотика для виполювання бур'янів. Окрім рису, культивують також кукурудзу, просо, сорго, касаву, солодку картоплю, гарбузи, дині, тютюн, бавовник, банани, фруктові дерева та овочі. Використовують сівозміну. Урожайність сільськогосподарських культур є дуже низькою
Тримають велику рогату худобу (водяних буйволів), курей, свиней, собак. Практикують мисливство, рибальство та збиральництво.
Зе-ченги є дуже добрими майстрами плетіння та вишивки. Менш поширені ткацтво, обробка металів. Деякі села спеціалізуються на гончарстві, але використовується примітивна технологія.
Найбільш відомим продуктом місцевого ремесла є кошики, які виготовляють з ротанґа, бамбука, різних видів лісових ліан. Техніка плетення кошиків у зе-ченгів дуже складна, її секрети передаються з покоління в покоління. Найскладнішим процесом є підготовка якісного матеріалу. Плетуть у кілька шарів з прокладкою з листя дерев. Готовий кошик прикрашають різними орнаментами.
Серед зе-ченгів популярними є 3 види кошиків: ном для зберігання речей, ка для зберігання рису та клек — трикамерний кошик, з яким люди ходять у ліс та в гори. Кошик ном має кришку у формі зрізаного конуса. Сам кошик циліндричний, нижня частина трохи завужена. Ще є маленькі дитячі кошики та спеціальні кошики для зберігання одягу, прикрас, рису тощо. В умовах важкопрохідних гірських районів кошики використовують для перенесення речей і товарів. Їх носять на спині з двома лямками.
Продукція ремесла, тваринництва, землеробства і лісові продукти часто обмінюють на сіль, дошки та залізо з рівнинних районів. У минулому основною формою торгівлі був товарообмін. Тепер використовуються гроші. Більшість сіл зе-ченгів у Лаосі залишаються ізольованими від ринку та можливостей розвитку. Щоб отримати трохи готівки, люди змушені один-два рази на тиждень по 5-6 годин спускатись гірськими стежками з важкими кошиками на спинах до найближчої дороги, де можуть сісти на громадський автобус і доїхати до найближчого базару, щоб продати свою продукцію.

## Поселення
Села зе-ченгів оточені суцільною огорожею, а хати розташовуються в певному порядку. Хати ставлять на палях. По центру села стоїть громадська хата, найвища будівля в селі. Її підлога знаходиться на висоті 50-60 см над землею, до платформи ведуть двоє сходів, розташовані з двох боків хати. Одна половина призначена для неодружених хлопців, інша — для неодружених дівчат. Громадська хата також виконує роль місця зустрічей селян та приймання шанованих гостей.
Найбільш поширеним типом житла є традиційна довга хата, яка поділяється на кілька секцій, кожна для окремої сім'ї. Ціле село може складатися з однієї або двох таких хат.
Під зовнішнім впливом у деяких районах стали будувати одноповерхові хати, що стоять на землі, а не на палях.

## Соціальна організація
Традиційно кожне село зе-ченгів утворювало окрему громаду. На чолі її стояв старійшина, найбільш досвідчена й шанована людина, яка несла відповідальність за всі спільні справи громади.
Зе-ченги міцно усвідомлюють свою належність до певного роду. Кожен рід має власну легенду про походження, яка часто має міфічний характер і передається від покоління до покоління, а також власну назву, пов'язану з певною твариною або рослиною, об'єктом чи природним явищем.
Окрім ядерної сім'ї зе-ченги зберігають розширену сім'ю. Очолює її найстарший чоловік, а його дружина, за місцевими переконаннями, зберігає містичні зв'язки з «душею рису». Ця пара вирішує питання витрат і контролює виробничу діяльність сім'ї, представляє її у зовнішніх стосунках. Розподіл роботи всередині кожної розширеної сім'ї відбувається відповідно до віку та статі людини. Працюють усі разом; харчуватися можуть або разом, або окремо ядерними сім'ями.
Шлюб між членами одного роду заборонений, а левірат і сорорат є обов'язковими. Подружжя вибирають з огляду на здоров'я і працьовитість. Молоді люди самі знаходять собі партнерів, і батьки, як правило, погоджуються з вибором, якщо не порушуються загальноприйняті звичаї та табу. Немає правил, де мають жити молоді після одруження.

## Побут

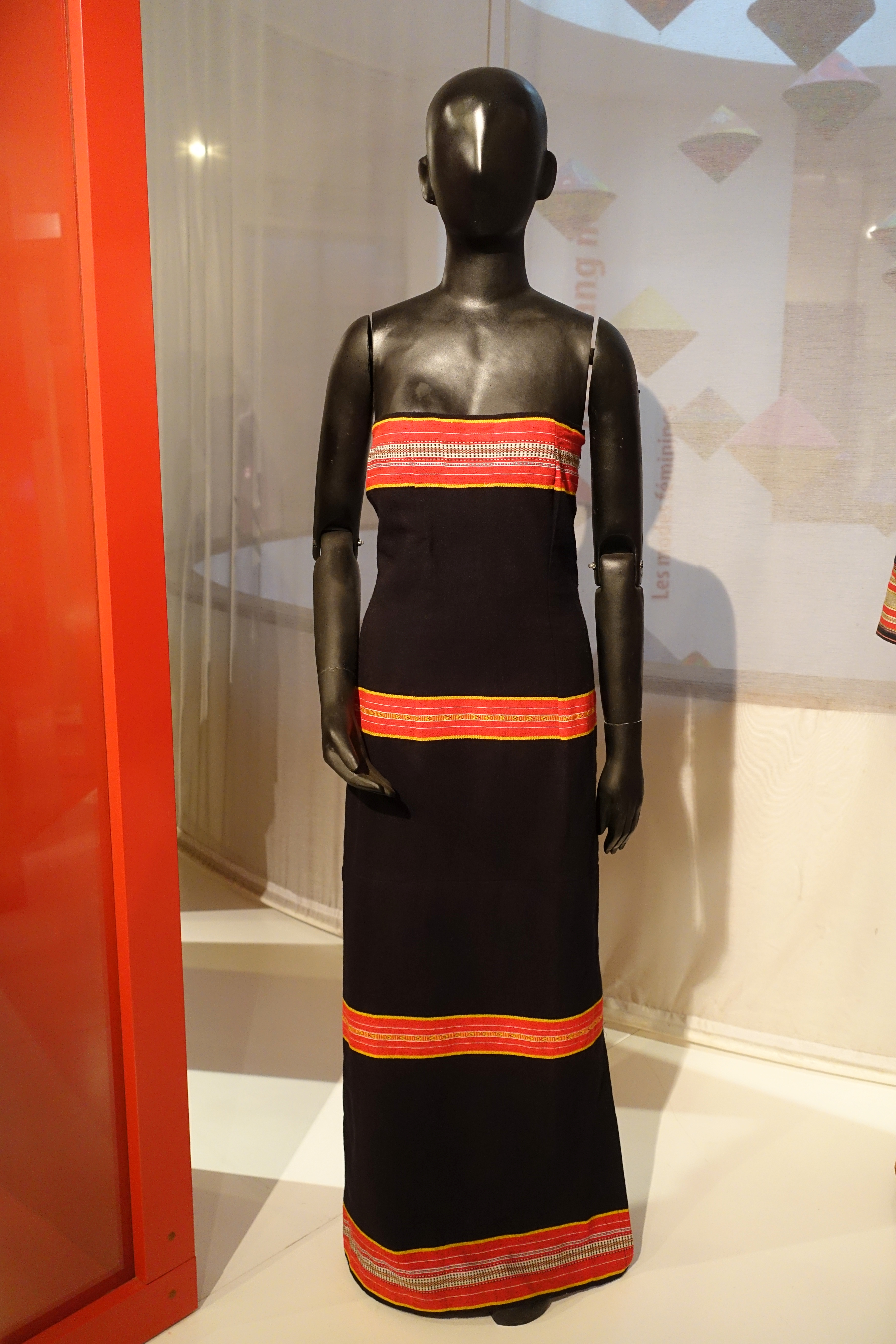
Традиційний жіночий костюм зе-ченгів.

Зе-ченги їдять тричі на день: сніданок, обід і вечеря. Вони полюбляють їсти рибу та м'ясо, приготовані на грилі. Також популярною стравою є суп. У минулому їли руками, тепер використовують чашки та палички для їжі. П'ють воду, а також місцевий алкогольний напій, який готують із рису, кукурудзи, маніоку, проса тощо.
Національною стравою зе-ченгів є маринована риба. Вона має неповторний смак, її їдять як на свята, так і в будні. Місцеві жителі вважають за краще готувати цю страву з риби з м'якими кістками, яку вони називають нієн. Щоб риба вийшла смачною, важливо точно дотримуватись рецепту використання спецій.
Чоловіки й жінки палять тютюн, використовуючи люльки.
Традиційно чоловіки носили лише пов'язку на стегнах, у холодну погоду до них додавалися накидки. Пов'язка на стегнах у зе-ченгів має облямований край, прикрашений візерунками. Накидки роблять із тканини кольору індиго, в смужку.
Жінки зе-ченгів не носять блузки, натомість вдягають спідниці, досить високі, щоб прикривати груди.
Традиційний одяг зе-ченгів, особливо жіночий, відрізняється унікальним орнаментом, що складається з переплетених червоних, жовтих, білих та синіх смуг. Популярним є колір індиго.
Молоді дівчата підрізають волосся, й воно спадає їм на плечі. Після одруження вони заплітають волосся у вузол на верхівці голови.
Жінки полюбляють носити багато прикрас: срібні та бронзові кільця, намиста, сережки, браслети на ногах і руках. Місцеві чоловіки також одягають на шию кільця й намиста, проколюють вуха і носять сережки з цінних порід дерев, бамбука та слонової кістки.
Останнім часом все більшого поширення набуває сучасний одяг у в'єтнамському або лаоському стилі, це помітно навіть у віддалених селах. Традиційні костюми вдягають лише на великі свята.
Свої хати зе-ченги ставлять на палях, стіни можуть викладати з бамбукових матів або лишати відкритими, дах криють соломою або бляхою. До невеликого ґанку перед входом ведуть сходи. Хати прямокутні в плані. Внутрішній простір складається з двох невеликих кімнат, одна використовується як вітальня та кухня, інша — як спальня.

## Вірування
Зе-ченги дотримуються анімізму. Вони впевнені, що всі речі мають душу, шанують божества води, лісу, води, неба, сонця, землі, села, рису тощо. Найвищим серед них вважається бог неба Жанг. В кожному селі є священний об'єкт, який вважається охоронцем села. Зазвичай він прихований на краю лісу, в місці, невідомому стороннім.
Шанують також духів предків, які на переконання зе-ченгів сильно впливають на життя живих людей. Щороку в березні проводять ритуал вшанування духів предків, який належить до найважливіших у житті народув. У центрі села забивають буйволів, всі жителі села збираються в громадській хаті, щоб поласувати стравами та напоями. Протягом семи днів будь-яка робота заборонена.
Зе-ченги дотримуються багатьох табу й заборон і часто діють відповідно до хороших або поганих знаків. Поширена магія. Важлива роль належить шаманам. Якщо хтось із селян захворіє, шаман визначає, який із духів був потурбований і викликав хворобу, а тоді проводить ритуали, спрямовані на його умиротворення. У разі стихійного лиха шаману також доводиться проводити обряд, щоб заспокоїти духа, спокій якого був порушений.

## Традиційні церемонії та обряди
Щороку зе-ченги проводять безліч ритуалів, серед яких громадські та сімейні. Великі церемонії, як правило, вимагають жертви водяного буйвола.
Життя й релігійна практика народу тісно пов'язані з сільським господарством, протягом року проводять церемонії, присвячені вибору ділянки землі під поле, її розчищенню, саджанню рослин, зібраному врожаю. Кожне село має свої власні практики, їхні шамани на підставі особистих передбачень визначають, коли та як вони проводитимуть відповідні ритуали. Останній обов'язковий ритуал проводять після того, як закінчуються жнива. Він може проходити як у громадській хаті за участі всіх жителів села, так і в сімейному колі. Люди висловлюють подяку духам за їх заступництво й за те, що вони подарували гарний врожай, приносять їм жертви. Старійшина промовляє молитву й запрошує духів спуститися на землю й прийняти дари, а також просить їх принести селянам щастя і добробут, захистити їх від хвороб і диких звірів. Після цього старійшина розкидує у різні боки рисові зерна, а селяни намагаються їх впіймати руками. На тих, хто зловить певну кількість зерен і з'їсть їх, очікує щастя й удача. Після завершення ритуалу селяни починають танцювати під звуки барабанів та гонгів. З рання до пізнього вечора в селі панує святкова атмосфера.
Проводяться також традиційні церемонії за життєвим циклом. Унікальною є традиція «Весільні дрова». Зе-ченги вважають, що дівчина може вступити в шлюб, лише коли підготує до весілля 100 в'язок дров. Готувати такий «посаг» починають з 15 років. Дров має бути не лише багато, їх ще потрібно якісно нарубати. Це свідчить про працелюбність і вмілі руки дівчини. «Весільні дрова» є особливим посагом, яке наречена бере з собою, переходячи жити в хату чоловіка. Вона дарує дрова батькам нареченого, щоб ті могли зігрітися в холодну погоду. Зараз традиція носить більше символічний характер. Щоб не завдавати шкоди природі, кількість в'язок обмежили до 10-15.
Жінка в громадах зе-ченгів має народжувати дитину не вдома, а в спеціальній хатинці, збудованій її чоловіком на краю лісу. Жінка повинна сама піклуватися про себе під час пологів. Через 10 днів вона приносить дитину додому. Проводиться спеціальний ритуал визнання нового члена сім'ї.
Зе-ченги використовують місячний календар. Новий рік вони зустрічають раніше за в'єтнамців. Його святкування організовується окремо в кожному селі. На кожен місяць року відводиться виконання певних робіт. Дев'ять місяців на рік люди працюють, що відповідає сільськогосподарському сезону, решту три місяці вони відпочивають і влаштовують свята. Зазвичай святкові заходи тривають по кілька днів.

## Пісенна і музична творчість
Важливе місце в народній творчості зе-ченгів займають пісні різноманітних жанрів: колискові, пісні-оповідання, хвалебні й обрядові пісні, пісні про кохання. Вони виконуються під акомпанемент різних традиційних музичних інструментів: гонгів, флейт, барабанів.
Існує також специфічний місцевий музичний інструмент, що зветься діньтут. Він складається із шести бамбукових трубок різної довжини, скошених з одного кінця. Кожна трубка відповідає певній ноті. Діньтут звучить на великі свята у супроводі барабанів та гонгів. Грають на діньтуті колективом із 6-8 виконавців, один з яких є лідером. Серед зе-ченгів популярними є вісім танців, які вони виконують під ритмічні звуки діньтута. Кожен танець має свій ритм і складається зі своїх рухів.